# Antoine de La Panouse (évêque)
Pour les articles homonymes, voir Antoine de La Panouse.
Antoine de La Panouse, né en ? et mort le 28 juin 1473, était un évêque français. Il fut en effet évêque de Mende entre 1468 et 1473. L'accession à ce dernier évêché lui avait également conféré le titre de comte de Gévaudan, ce titre étant dévolu aux évêques de Mende, depuis l'acte de paréage signé en 1307 par le roi et Guillaume VI Durand.

## Biographie
Antoine de La Panouse était le fils d'un noble du Rouergue, Jean II de La Panouse. Jean Ier était seigneur de Loupiac, sénéchal de Rouergue et chambelan du Roi. Il est également neveu de Guy de La Panouse, évêque de Mende.
Il obtient son baccalauréat en droit canon en septembre 1454, puis est licencié en 1463. Il est nommé par son oncle et le chapitre de Mende à la prébende du diocèse. Mais se voit opposé au refus du prévôt, Guilhabert de Cénaret et une partie du chapitre, qui nomment Jean Barton, conseiller au parlement de Paris. Un procès s'ouvre alors au parlement de Toulouse pour résoudre le conflit.
De décembre 1457 à février 1467, il devient chanoine de Rodez, avant d'être nommé par son frère le seigneur de Loupiac, Jean III, comme procureur. Il est créé vicaire général au temporel et au spirituel par son oncle, Guy, le 25 août 1464.Il est également bailli du diocèse de Mende.
Après la résignation de son oncle, il devient évêque de Mende le 21 février 1468. À son arrivée dans la ville, il se déclare partisan du comte d'Armagnac, alors en conflit contre le roi de France Louis XI. Il ne rend ainsi hommage au roi qu'au mois de juillet.
En 1469, il doit faire face au soulèvement des Mendois qui s'attaquent au pouvoir épiscopal, jugé abusif depuis que la famille de la Panouse est à sa tête.
Il meurt le 28 juin 1473 et est inhumé en la cathédrale de Mende.